# Rui Barros
Rui Gil Soares de Barros (Paredes, 24 novembre 1965) è un allenatore di calcio ed ex calciatore portoghese, di ruolo centrocampista.

## Carriera

### Giocatore

Rui Barros (a destra) in azione al Monaco, alle prese con un avversario romanista nel corso della Coppa delle Coppe 1991-1992

All'inizio della sua carriera viene mandato dal Porto in vari club per giocare e fare esperienza. Di prestito in prestito arriva a disputare il campionato di seconda divisione portoghese con la maglia del Covilhã. In seguito passa al Varzim e nel 1987 il Porto lo riporta alla base per sostituire Paulo Futre, passato all'Atlético Madrid. Nell'anno d'oro del Porto disputa 34 partite segnando 12 gol, contribuendo in maniera determinante ai successi della squadra che si aggiudicherà campionato, coppa nazionale, Coppa Intercontinentale e Supercoppa UEFA; in quest'ultima, nella finale di andata segna la rete decisiva all'Ajax. Viene quindi eletto calciatore portoghese dell'anno.
Le prestazioni con la maglia del Porto e della nazionale portoghese fanno sì che Rui venga notato dalla Juventus, che lo acquista nel luglio 1988 per 7,5 miliardi di lire. Nella prima stagione in maglia bianconera segna 15 reti, mentre nella successiva il giocatore portoghese, seppur meno efficace sottorete, è tra i protagonisti del double continentale Coppa Italia-Coppa UEFA; al termine della suddetta stagione, dopo 19 gol in oltre 90 partite durante il suo biennio a Torino, a seguito del repulisti che porterà Luca Cordero di Montezemolo e Luigi Maifredi al timone della Juventus, verrà ceduto al Monaco.
Resterà alle dipendenze del club monegasco per un triennio. Nella stagione 1990-1991, sotto la guida di Arsène Wenger e con George Weah come compagno di reparto, guida il Monaco alla vittoria della Coppa di Francia e al secondo posto in campionato. Nella seguente stagione, con quattro reti realizzate, contribuisce al raggiungimento della finale di Coppa delle Coppe, persa a Lisbona contro il Werder Brema. Concluderà la sua avventura nel Principato nell'estate 1993 con la squadra qualificata per la Champions League, nonostante il terzo posto in campionato, a seguito dell'affaire VA-OM.

Rui Barros (a destra) in nazionale nel 1993, all'inseguimento dell'italiano Benarrivo

La stagione alle dipendenze dell'Olympique Marsiglia fu complicata. La squadra, infatti, nonostante il secondo posto in campionato fu retrocessa d'ufficio in seconda divisione a seguito del procedimento giudiziario che individuò le responsabilità di Bernard Tapie nel succitato illecito VA-OM. Rui terminerà la stagione con 17 presenze a 4 reti.
Nell'estate 1994 tornerà per la terza volta al Porto dove disputerà le ultime stagioni della sua carriera. Giocherà in maniera regolare con la maglia dei Dragões che vinsero cinque scudetti di fila dal 1995 al 1999. Al termine della stagione successiva, disputata sempre con la casacca del Porto, alla soglia dei 35 anni appenderà ufficialmente gli scarpini al chiodo.
Con la maglia della nazionale disputerà in totale, dal 1987 al 1996, 36 partite realizzando 4 reti.

### Allenatore
Il 2 giugno 2005 viene assunto dal Porto come assistente del tecnico olandese Co Adriaanse. Il 9 agosto 2006 prese il posto dello stesso Adriaanse dimissionario; guidò la squadra in due partite amichevoli disputate in Inghilterra e vinte contro Portsmouth e Manchester City. Il 19 agosto guida il Porto alla vittoria della Supercoppa portoghese contro il Vitória Setúbal, conquistando così il suo primo trofeo da allenatore.
Il 21 agosto lascia il posto di allenatore a Jesualdo Ferreira, tornando a occupare quello di assistente; rimane nel ruolo di vice fino al 2 giugno 2010, per poi passare due giorni dopo a capo dei osservatori. L'8 gennaio 2016 viene nominato tecnico ad interim dei Dragões al posto dell'esonerato Julen Lopetegui; un paio di giorni dopo lascia la panchina a Sérgio Conceição.

## Statistiche

### Cronologia presenze e reti in nazionale
| Cronologia completa delle presenze e delle reti in nazionale ― Portogallo | Cronologia completa delle presenze e delle reti in nazionale ― Portogallo | Cronologia completa delle presenze e delle reti in nazionale ― Portogallo | Cronologia completa delle presenze e delle reti in nazionale ― Portogallo | Cronologia completa delle presenze e delle reti in nazionale ― Portogallo | Cronologia completa delle presenze e delle reti in nazionale ― Portogallo | Cronologia completa delle presenze e delle reti in nazionale ― Portogallo | Cronologia completa delle presenze e delle reti in nazionale ― Portogallo |
| Data                                                                      | Città                                                                     | In casa                                                                   | Risultato                                                                 | Ospiti                                                                    | Competizione                                                              | Reti                                                                      | Note                                                                      |
| ------------------------------------------------------------------------- | ------------------------------------------------------------------------- | ------------------------------------------------------------------------- | ------------------------------------------------------------------------- | ------------------------------------------------------------------------- | ------------------------------------------------------------------------- | ------------------------------------------------------------------------- | ------------------------------------------------------------------------- |
| 29-3-1987                                                                 | Funchal                                                                   | Portogallo                                                                | 2 – 2                                                                     | Malta                                                                     | Qual. Euro 1988                                                           | -                                                                         | 46’                                                                       |
| 23-9-1987                                                                 | Solna                                                                     | Svezia                                                                    | 0 – 1                                                                     | Portogallo                                                                | Qual. Euro 1988                                                           | -                                                                         | 86’                                                                       |
| 20-12-1987                                                                | Ta' Qali                                                                  | Malta                                                                     | 0 – 1                                                                     | Portogallo                                                                | Qual. Euro 1988                                                           | -                                                                         |                                                                           |
| 16-11-1988                                                                | Porto                                                                     | Portogallo                                                                | 1 – 0                                                                     | Lussemburgo                                                               | Qual. Mondiali 1990                                                       | -                                                                         |                                                                           |
| 25-1-1989                                                                 | Atene                                                                     | Grecia                                                                    | 1 – 2                                                                     | Portogallo                                                                | Amichevole                                                                | -                                                                         |                                                                           |
| 15-2-1989                                                                 | Lisbona                                                                   | Portogallo                                                                | 1 – 1                                                                     | Belgio                                                                    | Qual. Mondiali 1990                                                       | -                                                                         |                                                                           |
| 29-3-1989                                                                 | Lisbona                                                                   | Portogallo                                                                | 6 – 0                                                                     | Angola                                                                    | Amichevole                                                                | -                                                                         | 46’                                                                       |
| 26-4-1989                                                                 | Lisbona                                                                   | Portogallo                                                                | 3 – 1                                                                     | Svizzera                                                                  | Qual. Mondiali 1990                                                       | -                                                                         |                                                                           |
| 6-9-1989                                                                  | Bruxelles                                                                 | Belgio                                                                    | 3 – 0                                                                     | Portogallo                                                                | Qual. Mondiali 1990                                                       | -                                                                         |                                                                           |
| 20-9-1989                                                                 | Neuchâtel                                                                 | Svizzera                                                                  | 1 – 2                                                                     | Portogallo                                                                | Qual. Mondiali 1990                                                       | -                                                                         |                                                                           |
| 6-10-1989                                                                 | Praga                                                                     | Cecoslovacchia                                                            | 2 – 1                                                                     | Portogallo                                                                | Qual. Mondiali 1990                                                       | -                                                                         |                                                                           |
| 11-10-1989                                                                | Saarbrücken                                                               | Lussemburgo                                                               | 0 – 3                                                                     | Portogallo                                                                | Qual. Mondiali 1990                                                       | 1                                                                         |                                                                           |
| 15-11-1989                                                                | Lisbona                                                                   | Portogallo                                                                | 0 – 0                                                                     | Cecoslovacchia                                                            | Qual. Mondiali 1990                                                       | -                                                                         |                                                                           |
| 12-9-1990                                                                 | Helsinki                                                                  | Finlandia                                                                 | 0 – 0                                                                     | Portogallo                                                                | Qual. Euro 1992                                                           | -                                                                         |                                                                           |
| 19-12-1990                                                                | Maia                                                                      | Portogallo                                                                | 1 – 0                                                                     | Stati Uniti                                                               | Amichevole                                                                | -                                                                         |                                                                           |
| 23-1-1991                                                                 | Amarousio                                                                 | Grecia                                                                    | 3 – 2                                                                     | Portogallo                                                                | Qual. Euro 1992                                                           | -                                                                         | 72’                                                                       |
| 9-2-1991                                                                  | Ta' Qali                                                                  | Malta                                                                     | 0 – 1                                                                     | Portogallo                                                                | Qual. Euro 1992                                                           | -                                                                         | 67’                                                                       |
| 4-9-1991                                                                  | Porto                                                                     | Portogallo                                                                | 1 – 1                                                                     | Austria                                                                   | Amichevole                                                                | 1                                                                         |                                                                           |
| 11-9-1991                                                                 | Porto                                                                     | Portogallo                                                                | 1 – 0                                                                     | Finlandia                                                                 | Qual. Euro 1992                                                           | -                                                                         |                                                                           |
| 12-10-1991                                                                | Lussemburgo                                                               | Lussemburgo                                                               | 1 – 1                                                                     | Portogallo                                                                | Amichevole                                                                | -                                                                         | 46’                                                                       |
| 16-10-1991                                                                | Rotterdam                                                                 | Paesi Bassi                                                               | 1 – 0                                                                     | Portogallo                                                                | Qual. Euro 1992                                                           | -                                                                         |                                                                           |
| 20-11-1991                                                                | Lisbona                                                                   | Portogallo                                                                | 1 – 0                                                                     | Grecia                                                                    | Qual. Euro 1992                                                           | -                                                                         |                                                                           |
| 12-2-1992                                                                 | Faro                                                                      | Portogallo                                                                | 2 – 0                                                                     | Paesi Bassi                                                               | Amichevole                                                                | -                                                                         | 60’                                                                       |
| 2-9-1992                                                                  | Linz                                                                      | Austria                                                                   | 1 – 1                                                                     | Portogallo                                                                | Amichevole                                                                | -                                                                         | 26’ 70’                                                                   |
| 10-2-1993                                                                 | Faro                                                                      | Portogallo                                                                | 1 – 1                                                                     | Norvegia                                                                  | Amichevole                                                                | -                                                                         | 46’                                                                       |
| 24-2-1993                                                                 | Porto                                                                     | Portogallo                                                                | 1 – 3                                                                     | Italia                                                                    | Qual. Mondiali 1994                                                       | -                                                                         | 35’                                                                       |
| 31-3-1993                                                                 | Berna                                                                     | Svizzera                                                                  | 1 – 1                                                                     | Portogallo                                                                | Qual. Mondiali 1994                                                       | -                                                                         | 67’ 79’                                                                   |
| 28-4-1993                                                                 | Lisbona                                                                   | Portogallo                                                                | 5 – 0                                                                     | Scozia                                                                    | Qual. Mondiali 1994                                                       | 2                                                                         |                                                                           |
| 10-11-1993                                                                | Lisbona                                                                   | Portogallo                                                                | 3 – 0                                                                     | Estonia                                                                   | Qual. Mondiali 1994                                                       | -                                                                         |                                                                           |
| 17-11-1993                                                                | Milano                                                                    | Italia                                                                    | 1 – 0                                                                     | Portogallo                                                                | Qual. Mondiali 1994                                                       | -                                                                         |                                                                           |
| 19-1-1994                                                                 | Vigo                                                                      | Spagna                                                                    | 2 – 2                                                                     | Portogallo                                                                | Amichevole                                                                | -                                                                         |                                                                           |
| 20-4-1994                                                                 | Oslo                                                                      | Norvegia                                                                  | 0 – 0                                                                     | Portogallo                                                                | Amichevole                                                                | -                                                                         | 52’                                                                       |
| 15-8-1995                                                                 | Eschen                                                                    | Liechtenstein                                                             | 0 – 7                                                                     | Portogallo                                                                | Qual. Euro 1996                                                           | -                                                                         |                                                                           |
| 3-9-1995                                                                  | Porto                                                                     | Portogallo                                                                | 1 – 1                                                                     | Irlanda del Nord                                                          | Qual. Euro 1996                                                           | -                                                                         | 74’                                                                       |
| 31-8-1996                                                                 | Erevan                                                                    | Armenia                                                                   | 0 – 0                                                                     | Portogallo                                                                | Qual. Mondiali 1998                                                       | -                                                                         | 52’                                                                       |
| 14-12-1996                                                                | Lisbona                                                                   | Portogallo                                                                | 0 – 0                                                                     | Germania                                                                  | Qual. Mondiali 1998                                                       | -                                                                         | 78’                                                                       |
| Totale                                                                    |                                                                           | Presenze                                                                  | 36                                                                        |                                                                           | Reti                                                                      | 4                                                                         |                                                                           |

## Palmarès

### Giocatore

#### Club

##### Competizioni nazionali
- Campionato portoghese: 6

Porto: 1987-1988, 1994-1995, 1995-1996, 1996-1997, 1997-1998, 1998-1999
- Coppa del Portogallo: 3

Porto: 1987-1988, 1997-1998, 1999-2000
- Coppa Italia: 1

Juventus: 1989-1990
- Coppa di Francia: 1

Monaco: 1990-1991
- Supercoppa di Portogallo: 4

Porto: 1995, 1997, 1999, 2000

##### Competizioni internazionali
- Supercoppa UEFA: 1

Porto: 1987
- Coppa Intercontinentale: 1

Porto: 1987
- Coppa UEFA: 1

Juventus: 1989-1990

#### Individuale
- Calciatore portoghese dell'anno: 1

1988

### Allenatore

#### Club
- Supercoppa di Portogallo: 1

Porto: 2006